# Zigrasimecia zui
Zigrasimecia zui (лат.) — ископаемый вид муравьёв рода Zigrasimecia из подсемейства Zigrasimeciinae (ранее в Sphecomyrminae). Обнаружен в бирманском янтаре мелового периода (штат Качин, около Мьичина, север Мьянмы, юго-восточная Азия), возрастом около 100 млн лет. Название вида происходит из псевдонима «Zuni» (祖尼) г-на Лю Хао, дарителя образца. Слово «Zu»(祖) в переводе с китайского также означает «предок» и отражает родство между этой группой муравьёв и ныне живущими муравьями.

## Обнаружение
Окаменелости были первоначально собраны в янтарной шахте, расположенной вблизи деревни Noije Bum (26° 21' 33.41" с. ш., 96° 43' 11.88" в. д.), Danai Town, северная Бирма. Янтарные образцы (YKLP-AMB-005, YKLP-AMB-006) хранятся в лаборатории Yunnan Key Laboratory for Palaeobiology Института палеонтологии Юньнаньского университета, Куньмин, Китай, и были получены на законных основаниях. Эти янтарные материалы были получены до июня 2017 года.

## Описание
Мелкие ископаемые муравьи, у которых обнаружен новый тип крыльев самок рода Zigrasimecia. Голотип Z. zui представляет собой особь рабочей касты с относительно небольшими сложными глазами и всего 26 омматидиями на каждом сложном глазу; придатки у него короткие, что, вероятно, свидетельствует о самых ранних ископаемых свидетельствах существования норных муравьёв. Новый тип крыльев имеет более сложную структуру крыловых жилок, что расширяет представления о вариациях крыловых жилок у этого таксона.